# Xe.com
XE.com, Inc. är ett kanadensiskt IT-företag som specialiserar sig på finansiella tjänster. Företaget tillhandahåller en webbplats med samma namn där besökare kan bland annat konvertera valutor, se historiska valutakurser och skicka finansiella medel elektroniskt. De har fler än 22 miljoner unika besökare per månad och där deras mobila valutaapplikation har laddats ner fler än 40 miljoner gånger.
Företaget bildades 1993 som Xenon Laboratories av Steven Dengler och Beric Farmer och var initialt ett konsultföretag inom IT. 1995 skapades valutakonverteraren som idag är deras mest kända och använda verktyg på deras webbplats. 2002 bytte företaget namn till det nuvarande. Den 6 juli 2015 såldes företaget till det amerikanska finansbolaget Euronet Worldwide, Inc.